# Claudia Rusch
Pour les articles homonymes, voir Rusch.
Claudia Rusch est une écrivaine allemande née en 1971 à Stralsund, en ex-RDA. 

## Biographie
Née en 1971 à Stralsund, Claudia Rusch a grandi sur l'île de Rügen, avant de déménager en 1982 à Berlin avec sa mère. Sa mère s'était liée d'amitié avec Katja Havemann, la femme du dissident Robert Havemann.
Elle obtient son bac en 1990 et fait des études de germanistique et de romanistique à Berlin, Paris et Bologne. Elle a travaillé pendant 6 ans en tant que rédactrice de programmes de télévision à Magdebourg pour la Radio de l'Allemagne centrale.
Depuis 2001, elle vit à Berlin en tant qu'écrivaine.
En 2003 est paru son best-seller Meine freie deutsche Jugend, traduit en plusieurs langues, qui est aussi son premier livre. 